# John Abercrombie (guitarrista)
John Abercrombie (Port Chester, Nueva York; 16 de diciembre de 1944-Cortland, Nueva York; 22 de agosto de 2017) fue un guitarrista estadounidense de jazz contemporáneo.
Aparte de su trabajo en solitario, era conocido por sus grabaciones junto a los bateristas Billy Cobham y Jack DeJohnette, las bandas Dreams y The Brecker Brothers —en ambas, con Michael y Randy Brecker— y otros muchos músicos sobresalientes de la historia del jazz. Abercrombie grabó principalmente para el sello ECM, de Manfred Eicher. También exploró los ámbitos del jazz fusión y el post bop.

## Grupos que lideró o colideró
- Gateway, con el bajista Dave Holland y el baterista Jack DeJohnette.
- Dúo con el guitarrista Ralph Towner.
- Cuarteto con el pianista Richie Beirach, el bajista George Mraz, y el baterista Peter Donald.
- Trío con el bajista Marc Johnson y el baterista Peter Erskine.
- Trío con el organista Dan Wall y el baterista Adam Nussbaum.
- Cuarteto con el violinista Mark Feldman, el bajista Marc Johnson, y el baterista Joey Baron.

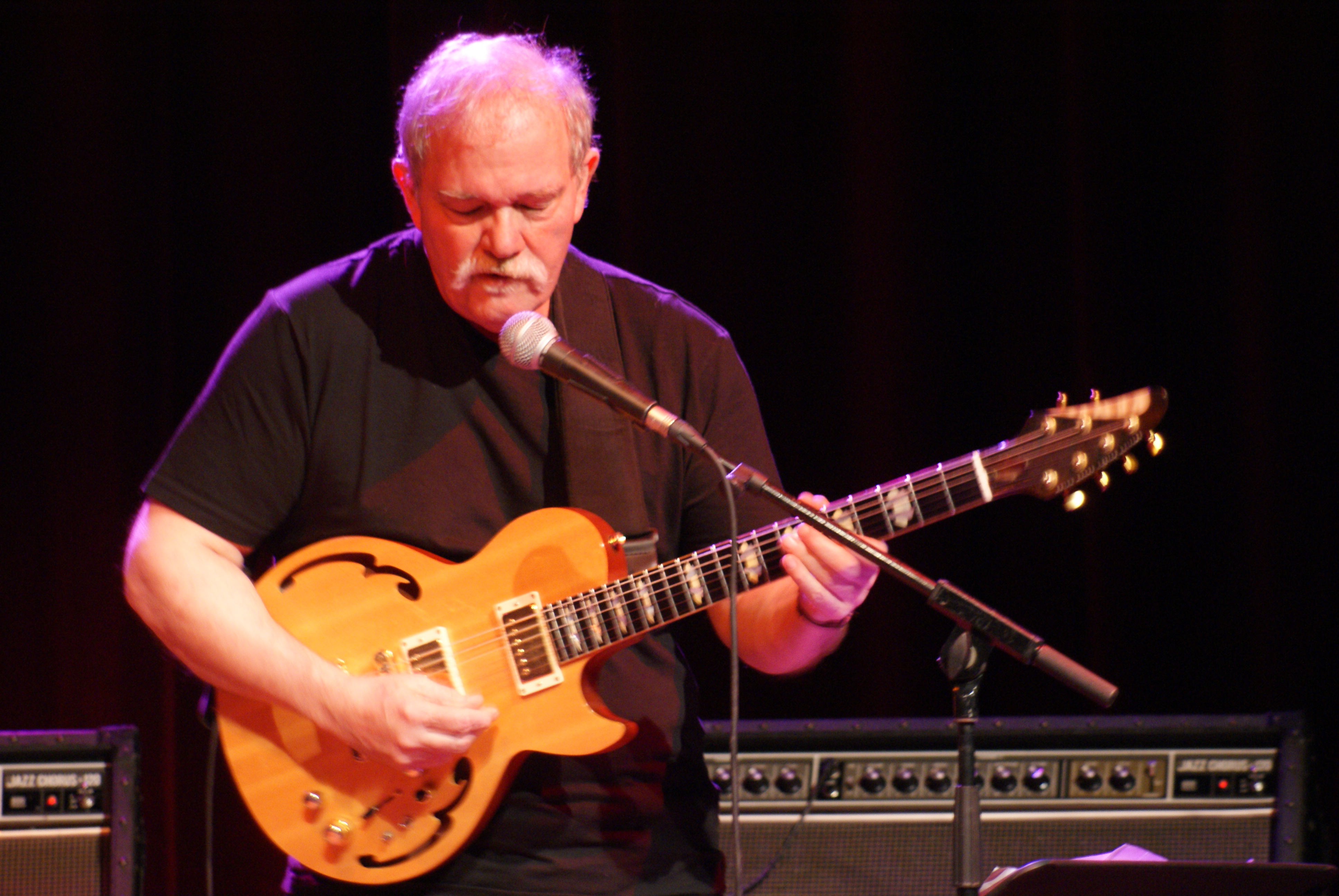
John Abercrombie en directo en Niza. 2008.

## Discografía
- Timeless (1974) — con Jack DeJohnette & Jan Hammer.
- Gateway (1975) — con Dave Holland y Jack DeJohnette.
- Gateway 2 (1977) — con Dave Holland y Jack DeJohnette.
- Characters (1977) — solo.
- Arcade (1978) — cuarteto con Richie Beirach.
- Straight Flight (1979)
- Abercrombie Quartet (1979) — cuarteto con Richie Beirach.
- M (1980) — cuarteto con Richie Beirach.
- Night (1984) — con Jack DeJohnette, Jan Hammer & Michael Brecker.
- Current Events (1985) — con Marc Johnson & Peter Erskine.
- Getting There (1987) — con Marc Johnson, Peter Erskine & Michael Brecker.
- John Abercrombie/Marc Johnson/Peter Erskine (1988) — en directo.
- Animato (1989) — con Vince Mendoza and Jon Christensen.
- While We're Young (1992) — con Dan Wall and Adam Nussbaum.
- November (1993) — con Marc Johnson, Peter Erskine & John Surman.
- Speak of the Devil (1994) — con Dan Wall and Adam Nussbaum.
- Homecoming (1994)
- In the Moment (1994)
- Tactics (1996) — con Dan Wall and Adam Nussbaum.
- Open Land (1999) — con Dan Wall, Adam Nussbaum, Kenny Wheeler, Joe Lovano, Mark Feldman.
- Cat 'n' Mouse (2000) — con Mark Feldman, Marc Johnson, & Joey Baron.
- Class Trip (2003) — con Mark Feldman, Marc Johnson, & Joey Baron.
- Structures (2006) — trío con Eddie Gomez y Gene Jackson.
- Farewell (2006) — con George Mraz, Andy Laverne, Adam Nussbaum.
- The Third Quartet (2007) — con Mark Feldman, Marc Johnson, & Joey Baron con Gateway con Jack DeJohnette & Dave Holland.

### ConHenri Texier
- Colonel Skopje (1988; 1995)

### ConRalph Towner
- Sargasso Sea (1976)
- Five Years Later (1981)

### ConAndy LaVerne
- Nosmo King (1994)
- Now It Can Be Played (1995)
- Where We Were (1996)
- A Nice Idea (2006)

### ConKenny Wheeler
- Deer Wan (1977)
- Music for Large & Small Ensembles (1990)
- The Widow in the Window (1990)
- It Takes Two! (2006)

### Marc Copland
- Second Look (1996)
- That's For Sure (2002)
- ... And (2002)
- Brand New (2004)
- Another Place (2009)

### Jeff Palmer
- Abracadabra (1987)
- Ease On (1993)
- Island Universe (1994)
- Shades of the Pine (1994)
- Bunin the Blues (2001)

### Con Lonnie Smith
- Afro Blue (1993)
- Purple Haze: Tribute to Jimi Hendrix (1995)
- Foxy Lady: Tribute to Jimi Hendrix (1996)

### Con otros artistas
- Stark Reality Discovers Hoagy Carmichael's Music Shop (1970) — con Stark Reality.
- Eventyr (1980) — con Jan Garbarek y Naná Vasconcelos.
- Drum Strum (1982) — con George Marsh, reeditado bajo el título Upon a Time: An Album of Duets (1994).
- Solar (1983) — con John Scofield.
- Witchcraft (1986) — con Don Thompson.
- Michel Plays Petrucciani (1987) — con Michel Petrucciani, Gary Peacock y Roy Haynes.
- Landmarks (1991) — Joe Lovano con Ken Werner, Marc Johnson y Bill Stewart.
- Double Variations (1990) — Tim Brady.
- Brooklyn Blues (1991) — Danny Gottlieb con Jeremy Steig, Gil Golstein, Chip Jackson.
- Electricity (1994) — con Bob Brookmeyer y el WDR Big Band.
- Emerald City (1994) — con Richie Beirach.
- Bush Crew (1995) — con Les Arbuckle, Mike Stern ,Essiet Okon Essiet, Victor Lewis.
- Standard Transmission (1997) — con Pat LaBarbera, Jim Vivian, Jacek Kochan.
- The Hudson Project (2000) — con Peter Erskine, John Patitucci & Bob Mintzer.
- Animations (2003) — con John Basile.
- Three Guitars (2003) — con Badi Assad y Larry Coryell.
- Speak Easy (2004) — con Jarek Smietana, Harvie S, Adam Czerwinski.
- As We Speak (2006) — Mark Egan trio con Danny Gottlieb.
- Baseline: The Guitar Album (2007) — con Hein Van De Geyn.
- Robert Balzar Trio: Tales (grabado 2006, publicado 2008).

## Multimedia
- John Abercromoble. Video instructivo. Homespun Tapes

### Citas
1. ↑  20Minutos (23 de agosto de 2017). «Muere John Abercrombie, una leyenda de la guitarra y el 'jazz'». 20minutos.es. Consultado el 26 de agosto de 2017.